# Анастасија (ТВ серија)
Анастасија (шп. Estrambótica Anastasia) венецуеланска је теленовела, продукцијске куће RCTV, снимана 2004.
У Србији је приказивана током 2004. и 2005. на телевизији Кошава и другим локалним телевизијама.

## Синопсис
Анастасија је прелепа девојка, чији снови постају стварност када, захваљујући свом савршеном изгледу и сјајном карактеру, спасе од банкрота познатог произвођача накита, и то као промотивно лице компаније и „амајлија“ породице Борофски. Она упознаје Аурелијана због којег сав тај гламурозни свет постаје њена ноћна мора. У потрази за слободом, Анастасија упознаје и мрачну страну породице Борофски и открива њихове тајне, сакривене иза „Крста снова“, накита вредног неколико милиона долара, који је припадао руској царици Катарини II.
Анастасија преживљава атентат, али у њему гине једна од њених сестара, чије тело нестаје заједно са великим делом наследства Борофских. Због ове трагедије Анастасија се враћа у вилу Борофских и покушава да открије ко жели да је убије. Аурелијано јој постаје савезник и човек који ће њене снове поново претворити у стварност.

## Улоге
| Глумац:                | Улога:                                                                |
| ---------------------- | --------------------------------------------------------------------- |
| Норкис Батиста         | Анастасија Валбуена де Борофски Александра Валбуена Каталина Валбуена |
| Хуан Пабло Раба        | Аурелијано Паз / Аурелијано Борофски Паз                              |
| Дад Дагер              | Виолета Силва                                                         |
| Саул Марин             | Овидио Борофски Саманијего                                            |
| Илда Абраамз           | Констанса Борофски вда. де Пардо                                      |
| Флавио Кабаљеро        | Акилес Борофски                                                       |
| Дора Масоне            | Агрипина Саманијего де Борофски                                       |
| Мануел Салазар         | Теобалдо Борофски                                                     |
| Кијара                 | Бромелија Кастеђанос де Борофски                                      |
| Лусијано де Алесандро  | Сантијаго Борофски Саманијего                                         |
| Мајра Алехандра        | Јоланда Паз                                                           |
| Родолфо Ренвик         | Матео Фуентес                                                         |
| Габријела Сантелиз     | Деметрија Круз                                                        |
| Крисол Карабал         | Грегорија "Гођита" Борофски де Перез                                  |
| Иван Тамајо            | Мануел Колон "Мако" Перез                                             |
| Јолети Кабрера         | Пиа Борофски вда. де Алварез                                          |
| Пракрити Мадуро        | Клементина Пардо Борофски                                             |
| Карлос Фелипе Алварез  | Николас Алварез Борофски                                              |
| Карелиз Ољарвес        | Емилија Маргарита Пардо Борофски                                      |
| Мигел Аугусто Родригез | Леон Борофски Кастеђанос                                              |
| Фреди Акино            | Хосеито Ортиз                                                         |
| Данијела Наваро        | Јадира Паз                                                            |
| Маријанела Гонзалез    | Марија Грасија Борофски Кастеђанос                                    |
| Сусана Колстер         | Клаудија Борофски Валбуена                                            |
| Исраел Бајез           | Едуардито                                                             |